# Josh Simpson
Josh Simpson est un footballeur international canadien né le 15 mai 1983 à Burnaby en Colombie-Britannique. Milieu offensif, sa carrière est interrompu brutalement par une blessure à la jambe en 2012.

## Biographie

### Club
Le 23 mai 2012, lors du dernier match de la saison contre le FC Bâle, Simpson subit une terrible blessure au Parc Saint-Jacques. Souffrant d'une double fracture du tibia et de la fibula gauche, il doit être ré-opéré une année après sa blessure. Trois ans après sa blessure et alors que son contrat avec le BSC Young Boys arrive à son terme, Simpson n'a pas pu jouer le moindre match et est contraint de se résoudre à prendre officiellement sa retraite sportive. 